# José de Sousa Veloso
José Carlos Souto de Sousa Veloso ComMAI (Lisboa, 21 de abril de 1926 – Loures, Bobadela, 27 de novembro de 2014) foi um engenheiro agrónomo e apresentador de televisão, ficou famoso pelo seu programa TV Rural na RTP.

## Biografia e histórias
Descendente de uma família de origem rural da zona da Guarda, filho do Tenente Eduardo de Sousa Veloso, Cavaleiro da Ordem Militar de São Bento de Avis a 5 de outubro de 1926, e sobrinho paterno do Capitão José Eulógio de Sousa Veloso, Oficial da Ordem Militar de São Bento de Avis a 12 de janeiro de 1920, licenciou-se em Engenharia Agronómica em 1954 pelo Instituto Superior de Agronomia da Universidade Técnica de Lisboa, tendo sido colega de Amílcar Cabral, de quem era amigo. Foi então estagiar para a Junta de Colonização Interna, organismo que se preocupava em criar condições para os agricultores terem êxito, sob a alçada do Ministério da Agricultura. Trabalhou depois na Comissão Coordenadora do Comércio do Arroz, no Instituto Superior Agrário e Cadastral, na Junta Nacional das Frutas e no Serviço de Informação Agrícola.
Nessa época, por toda a Europa, havia muitos programas televisivos sobre agricultura e a RTP decidiu produzir também um desse género. Fez então um acordo com o Ministério, tendo sido Sousa Veloso selecionado para colaborar em pequenas reportagens e programas sobre agro-pecuária. O seu entusiasmo e o seu talento para a comunicação depressa fizeram com que a RTP lhe concedesse um horário próprio e regular. Nascia assim o TV Rural, que começou a ser emitido a 6 de dezembro de 1960.
A televisão interessou-o de tal maneira que passou a dedicar-se-lhe em exclusivo, chegando a ser produtor, editor e realizador – para além de apresentador – do seu programa. O seu trabalho e mérito foram reconhecidos em 1963 com o Prémio Imprensa. Depois de 1500 horas de emissão, o programa deixou de ser emitido a 15 de setembro de 1990, por decisão de Arlindo Cunha, então Ministro da Agricultura, Pescas e Alimentação do XI Governo dirigido por Aníbal Cavaco Silva.
Apesar de muito culto e conhecedor, era extremamente humilde e possuía uma personalidade simpática e cativante[carece de fontes?], terminando sempre os seus programas dizendo "Despeço-me com amizade, até ao próximo programa".
A 9 de maio de 1991 foi agraciado com o grau de Comendador da Ordem Civil do Mérito Agrícola e Industrial - Classe do Mérito Agrícola.
O seu irmão, o Dr. Eduardo Manuel Souto de Sousa Veloso, foi agraciado com o grau de Grande-Oficial da Ordem do Mérito a 2 de outubro de 2000.
Morreu a 27 de novembro de 2014, aos 88 anos, no Hospital do Mar, na Bobadela, município de Loures, onde se encontrava internado.

## Nas palavras do Engenheiro
“Todos os domingos TV Rural se introduzia nas casas portuguesas, fossem elas no campo, na praia ou na cidade. Trazia os avanços tecnológicos que o sector agrário conhecia dentro e fora do país. Dava conta dos movimentos associativos dos agricultores, das últimas medidas governamentais, marcava presença nos certames, descortinava um ou outro segredo no cultivo desta ou daquela cultura, e não descurava o interesse de divulgar deliciosas facetas da gastronomia regional e do folclore. Tanto fazia reportagem num olival como numa casa de granito perdida na Serra da Estrela, onde uma mulher é rigorosa produtora do amanteigado delicioso queijo da serra.
De facto, sempre procurei ter em conta a diversidade de públicos que assistiam ao programa e falar para as pessoas todas: as de escritório, da fábrica, da enxada, do tractor, da ceifeira debulhadora, da investigação técnica e científica, da economia e da sociologia, da defesa do ambiente. Falar para as pessoas todas e ouvir pessoas com iniciativa, conhecimento, entusiasticamente dedicadas, buscando meios que possam alicerçar real e crescente progresso da humanidade.”
Dos muitos episódios vividos pelo Eng. Sousa Veloso na produção do TV Rural um dos mais caricatos aconteceu quando fazia em directo a locução sobre imagens recolhidas na Feira Nacional de Agricultura de Santarém: “A dada altura anuncio em off Reparem srs. espectadores neste avantajado bovino de raça charolesa” mas por lapso as imagens que se viam eram as do então Presidente da República Américo Thomaz...”